# Behind Enemy Line
I Behind Enemy Lines sono stati un gruppo crust punk statunitense di Pittsburgh (Pennsylvania), attivo nel periodo 2002-2009. Suonavano un crossover, crust-punk anarchico e thrash metal, ed era formata dal Dave Trenga e dal batterista Matt Garabedian, degli Aus-Rotten, e il chitarrista Bill Chamberlain dei Pist e dei Caustic Christ. Hanno pubblicato solamente tre album.
I Behind Enemy Lines, anche se godendo solo di una piccola cerchia di devoti crust-punk, femministe e anarchici, hanno fatto notizia per i loro commenti politici.
I testi delle canzoni riprendono una vasta gamma di temi politici, tra cui: diritti degli animali, ambientalismo, i diritti umani, il femminismo (in particolare su questioni di violenza domestica, distinzioni sessuali e l'aborto), i diritti LGBT, anti-religione e anti-capitalismo. La band è nota per la sua dura critica a George W. Bush, in particolare sulle questioni riguardanti la guerra in Iraq, Abu Ghraib, i diritti umani che si ripercuotono sul Patriot Act e più di recente sulla sua risposta all'uragano Katrina. I testi delle canzoni fanno spesso analogie a Bush come fascista oltre a raffigurarlo come un estremista religioso e tiranno.
Dave Trenga, inoltre, dimostra una forte avversione verso il cristianesimo, affermando: 

## Formazione

### Formazione attuale
- Matt Sachs – basso, voce
- Dave Trenga – voce
- Matt Garabedian – batteria, voce
- Matt Tuite – chitarra, voce

### Passate
- Bill Chamberlain - chitarra, voce (2000–2007)
- Matt Sachs - basso, voce (2000–2002)
- "Metal" Mary Bielich - basso, voce (2002–2008)
- Ken Houser - chitarra, voce (2007)

## Discografia
- Know Your Enemy (2002)
- The Global Cannibal (2003)
- One Nation Under the Iron Fist of God (2006)